# کاروانسرای علی‌آباد
کاروانسرای علی‌آباد (مهریز) مربوط به دوره قاجار است و در در راه اصلی یزد به کرمان، مزرعه علی‌آباد واقع شده و این اثر در تاریخ ۱۵ آذر ۱۳۷۸ با شمارهٔ ثبت ۲۵۳۳ به‌عنوان یکی از آثار ملی ایران به ثبت رسیده‌است.